# Gerasimovich (cráter)

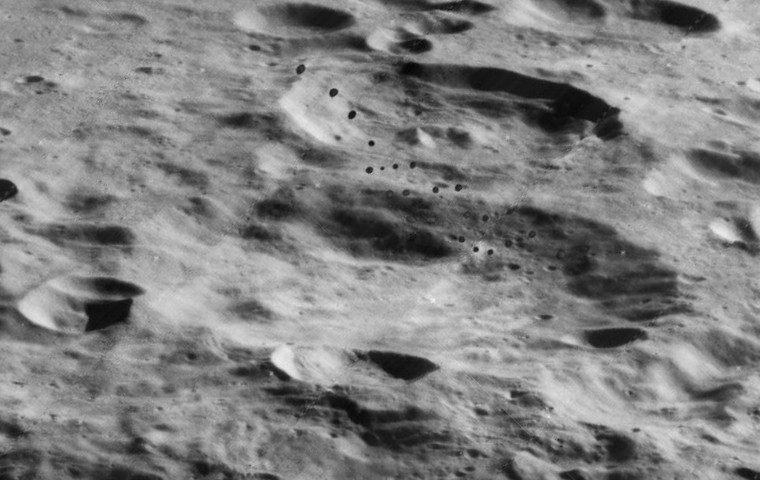
Vista oblicua desde el Lunar Orbiter 5 de Gerasimovich, lado oeste

Gerasimovich  es un cráter de impacto situado en la cara oculta de la Luna. Se encuentra más allá de la extremidad occidental, al oeste-noroeste de la inmensa cuenca de impacto del Mare Orientale. El manto exterior de material expulsado procedente de este impacto llega casi hasta el borde de Gerasimovich. La relación de cráteres próximos incluye a Houzeau hacia el norte y al más pequeño Ellerman hacia el sureste.
|  |

El borde externo de este cráter está desgastado y erosionado, con un perímetro que se ha modificado y reformado por impactos cercanos. El cráter mucho más reciente Gerasimovich D atraviesa el brocal del cráter principal al noreste, y se encuentra cerca del centro de un manto de materiales caóticamente distribuidos de albedo superior. Justo al oeste-suroeste del borde externo aparece el también reciente cráter de perfil afilado Gerasimoch R. El suelo interior de Gerasimovich es irregular cerca de los bordes, y se caracteriza por varios cráteres pequeños.
Gerasimovich se encuentra en las antípodas de la cuenca de impacto Mare Crisium.

## Cráteres satélite
Por convención estos elementos son identificados en los mapas lunares poniendo la letra en el lado del punto medio del cráter que está más cerca de Gerasimovich.
|              | \| Gerasimovich \| Coordenadas \| Diámetro \| \| ------------ \| -------------------------------- \| -------- \| \| D \| 22°18′S 121°36′O / -22.3, -121.6 \| 26 km \| \| R \| 24°06′S 125°54′O / -24.1, -125.9 \| 55 km \| |          |
| Gerasimovich | Coordenadas | Diámetro |
| D            | 22°18′S 121°36′O / -22.3, -121.6 | 26 km    |
| R            | 24°06′S 125°54′O / -24.1, -125.9 | 55 km    |